# Etlingera pausodipsus
Etlingera pausodipsus là một loài thực vật có hoa trong họ Gừng. Loài này được Karl Moritz Schumann đặt tên khoa học đầu tiên là Amomum pausodipsus năm 1899, nhưng không kèm theo mô tả khoa học. Năm 1930, Ludwig Eduard Theodor Loesener chuyển nó sang chi Geanthus với danh pháp Geanthus pausodipsus. Năm 2012, Axel Dalberg Poulsen chuyển nó sang chi Etlingera.

## Phân bố
Loài này có tại miền bắc và miền trung Sulawesi.